# Heidenreich Wolf von Lüdinghausen
Heidenreich Wolf von Lüdinghausen († 1392) (zeitgenössisch auch Heidenricus Wulf, Heydenrich de Wulf, auch Heinrich I.) war von 1382 bis 1392 der 39. Bischof von Münster.

## Leben und Wirken

### Frühe Jahre
Er stammte aus der Ministerialenfamilie Wolf von Lüdinghausen. Seine kirchliche Laufbahn begann er als Pastor in Herzfeld. Als solcher wurde er 1362 erstmals erwähnt. 1373 wurde er als Domherr im St.-Paulus-Dom zu Münster und Kanoniker von St. Patrocli in Soest genannt. Seit 1376 war er Domscholaster. Im Jahr 1379 war er auch Dompropst. Er war einer der Familiare des früheren Bischofs Florenz von Wevelinghoven.

### Stiftsverwalter
Bereits zur Zeit des mit den westfälischen Verhältnissen wenig vertrauten Potho von Pothenstein übertrug ihm das Domkapitel die Verwaltung des Bistums und des Hochstifts Münster. Bereits in dieser Zeit hat er das Bündnis mit dem Kölner Erzbischof erneuert.
In diese Zeit fällt auch die Eroberung der Stadt Telgte im Jahre 1381 und die Vollendung der dortigen Florenzburg. Auch die Burg Wolbeck hat er gewaltsam in seine Hand bekommen. Er zwang auch die Grafen von Tecklenburg dazu, dem Stift Münster die Burg Rheda als Pfand zu überlassen.

### Zeit als Bischof
Seine Position als Stiftsverwalter und das gute Verhältnis zum Kölner Erzbischof waren wichtige Gründe für die Wahl von Heidenreich zum Nachfolger des nach Schwerin versetzten Potho.
Vor dem 2. Juni 1382 wurde er zum Bischof konsekriert. Heidenreich beschwor die Einhaltung der Wahlkapitulation mit demselben Inhalt wie bei Florenz von Wevelinghoven.

#### Politik
Bischof Heidenreich gelang es, von Graf Otto von Hoya die Räumung der Burg Horstmar zu erreichen. Die Herren von Korff mussten 1382 die münstersche Gerichtshoheit anerkennen. Mit den Grafen von Hoya schloss Heidenreich schließlich ein Schutz- und Verteidigungsbündnis. Mit dem Bischof von Osnabrück schloss er 1385 ein zehnjähriges Bündnis gegen die Grafen von Tecklenburg. Dabei wurde Lingen belagert und Bevergern erobert. Noch im selben Jahr kam es zu einem Friedensschluss.
Ein Landfriede von 1384/85, dem sich schließlich zahlreiche geistliche und weltliche Fürsten, weitere Adelige sowie die wichtigsten Städte anschlossen, hat den Frieden im westfälischen Raum zunächst gesichert. Er wurde 1387 von König Wenzel aufgehoben, später aber erneuert.
Im Inneren ging Heidenreich daran, den ungehorsamen Stiftsadel zu unterwerfen. Ein Grund für den Unmut des Adels war, dass sich Heidenreich in Notzeiten aus Finanznot über Privilegien hinwegsetzte. Fast alle Einkünfte des Stiftes waren verpfändet.
Der Landfriede hat kriegerische Auseinandersetzungen nur kurz verhindert. Ein Bündnis aus Heidenreich, dem Bischof von Osnabrück sowie dem Erzbischof von Köln wandte sich gegen die Grafen von der Mark.

#### Förderung geistlichen Lebens
In die Zeit von Heidenreich fielen die Pestepidemie von 1382 und der Stadtbrand von Münster im Jahr 1383. Vor diesem Hintergrund stiftete er die bis heute abgehaltene Große Prozession in Münster. Wegen der Verdienste der Minoriten bei der Bekämpfung der Pest erhielten diese bei der Prozession bestimmte Vorrechte.
In seine Zeit fällt der Bau der großen gotischen Marienkapelle am Kreuzgang des Domes zu Münster zwischen 1385 und 1390. Nach dessen Fertigstellung hat er selbst das alte berühmte Marienbild von seinem alten Standort dorthin getragen. In „seiner“ Kapelle wurde Heidenreich am 10. April 1392 begraben.